# Quarter (映画)
『Quarter』（クウォーター）は、2009年公開の日本映画。主演は小嶺麗奈。安田洙福、島崎和歌子、勝野洋輔、袴田吉彦、深澤大河他が出演。

## 概要
『TWILIGHT FILE』シリーズの第6弾の1作で、小嶺麗奈が主演だった。小嶺扮する都会暮らしに疲れた広告代理店に勤めるOLの小夜が、帰郷を機に学生時代の友人達と再会して繰り広げる物語。
当初は3月公開予定で全編レッド・デジタル・シネマカメラ・カンパニーのREDONEで撮影され、4K解像度の映画としては最初期の作品だった。
シネマート六本木で2009年7月10日から12日に公開された。

## 出演者
- 佐伯 小夜 - 小嶺麗奈
- 佐伯 美夜 - 島崎和歌子
- 佐伯 周太郎 - 袴田吉彦
- 風間 亮 - 安田洙福
- 深山 薫 - 勝野洋輔
- 風間 亮(中学時代) - 深澤大河
- 澤村 修平 - 原田大二郎

他多数。

## スタッフ
- 製作 - 神品信市
- エグゼクティブプロデューサー - 神品信市
- プロデューサー - 甲斐浩次、上野順司
- 脚本 - 小川典
- 監督 - 小川典

## 主題歌
『ゆめいろ』作詞:村田藍菜 作曲・編曲：クマロボ 歌：村田藍菜